# Szedres
Szedres là một thị trấn thuộc hạt Tolna, Hungary. Thị trấn này có diện tích 46,31 km², dân số năm 2010 là 2328 người, mật độ 50 người/km².